# Hyloxalus anthracinus
Espèce
Synonymes
- Colostethus anthracinus Edwards, 1971

Statut de conservation UICN

 CR A2ac : 
En danger critique
Hyloxalus anthracinus est une espèce d'amphibiens de la famille des Dendrobatidae.

## Répartition
Cette espèce est endémique de l'Équateur. Elle se rencontre dans les provinces de Morona-Santiago, de Zamora-Chinchipe et d'Azuay de 2 710 à 3 500 m d'altitude dans la cordillère Orientale.

## Description
Hyloxalus anthracinus mesure de 17,2 à 19,9 mm.

## Étymologie
Le nom spécifique anthracinus vient du latin anthracinus, noir comme du charbon, en référence à la coloration ventrale des mâles de cette espèce.

## Publication originale
- Edwards, 1971 : Taxonomic notes on South American Colostethus with descriptions of two new species (Amphibia, Dendrobatidae). Proceedings of the Biological Society of Washington, vol. 84, no 18, p. 147-162 (texte intégral).